# Хаберландт, Михаэль
Михаэль Хаберландт (нем. Michael Haberlandt; 29 сентября 1860, Унгариш-Альтенбург — 14 июня 1940, Вена) — австрийский этнолог. Сын Фридриха Хаберландта, брат Готлиба Хаберландта.
Окончил Венский университет в 1882 году. Вёл этнографические и антропологические исследования в австрийском национальном музее естественной истории. С 1892 года преподавал новый курс этнологии в Венском университете, на протяжении 1890-х годов выступил одним из основателей Австрийского музея этнологии (в 1911—1923 годах — его директор) и «Журнала австрийской этнологии» (нем. Zeitschrift für österreichische Volkskunde). Собрание ранних этнологических работ Хаберландта вышло под названием «Культура в быту» (нем. Cultur im Alltag; Вена, 1900).
Хаберландт был большим ценителем музыки Хуго Вольфа, оказывал ему поддержку, а после смерти композитора учредил общество Гуго Вольфа для пропаганды его музыки.